# Esaias

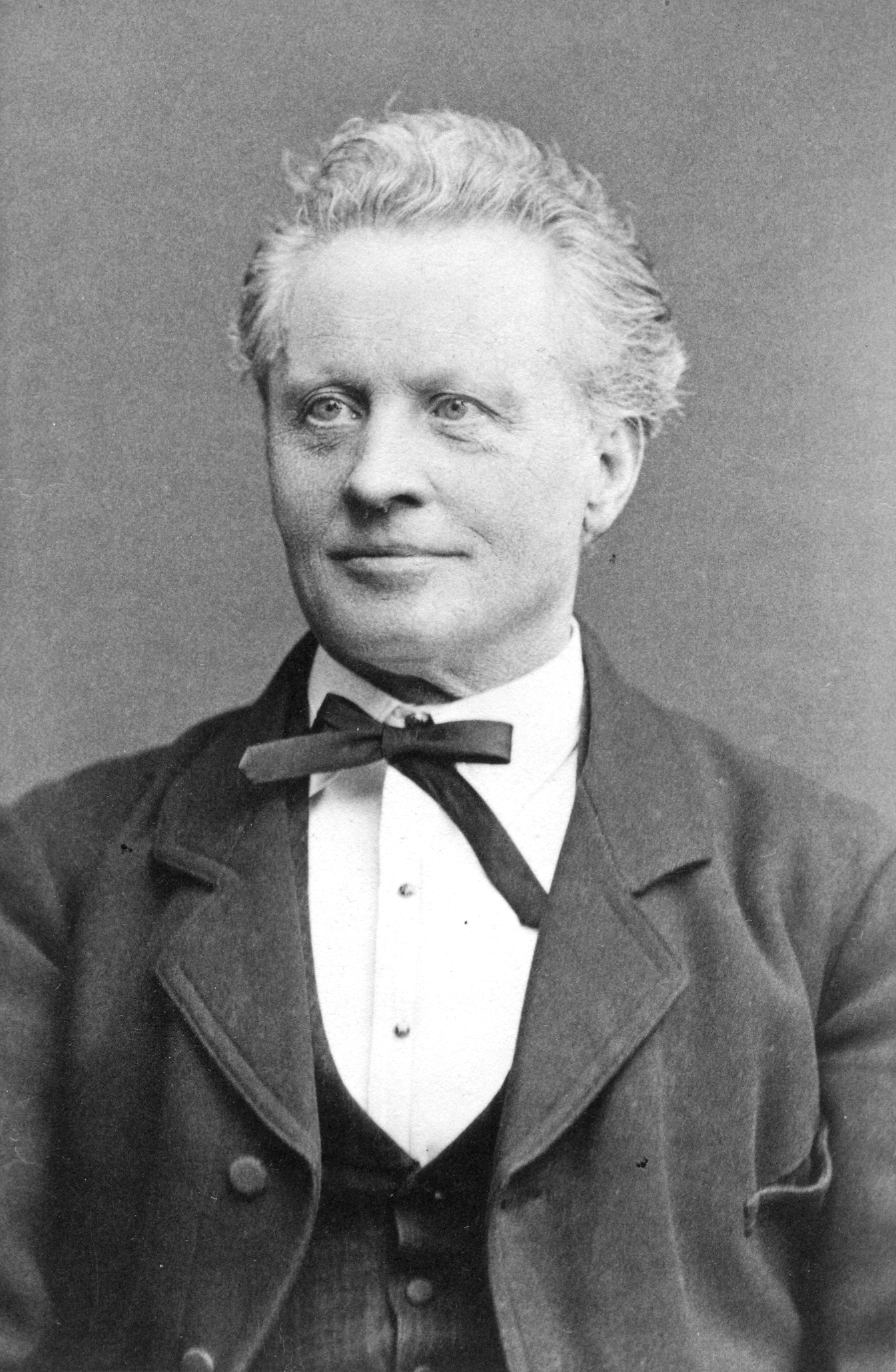
Esaias Edquist cirka 1880.

Mansnamnet Esaias är en grekisk form av ett hebreiskt namn Yesha'yahu יְשַׁעְיָהו    med betydelsen "Herren hjälper". Namnet är besläktat med Jesaja som var namnet på en profet på 700-talet f.Kr. som skrev Jesajas bok. Esaias är numera ett ovanligt namn i Sverige. Den 31 december 2009 fanns det totalt 320 personer i Sverige med namnet Esaias, varav 63 med det som tilltalsnamn. År 2003 fick 11 pojkar namnet, varav 5 fick det som tilltalsnamn.
Namnsdag: 6 juli, (1993-2000: 6 september).

## Personer med namnet Esaias
- Isaias Afewerki, eritreansk president
- Esaias Baitel, svensk fotograf
- Esaias Edquist, boktryckare och bokförläggare
- Esaias Fleischer, dansk ämbetsman och läroboksförfattare
- Karl Esaias Sahlström, arkeolog och geolog
- Fredrik Olof Esaias Stoor , fotbollsspelare
- Esaias Tegnér, skald och kulturpersonlighet
- Esaias Tegnér d.y., språkforskare
- Esaias Tewolde-Berhan, svensk-eritreansk operasångare
- Esaias Thorén, målare, tecknare, grafiker och skulptör
- Esaias van de Velde, holländsk konstnär
- Johan Esaias Waaranen, finländsk historiker